# Антимайдан (Россия)
Антимайда́н — российское ультрапатриотическое общественное движение, созданное в 2015 году. Выступает в поддержку действующих властей, названо в честь Антимайдана — движения на Украине, боровшегося с Евромайданом.

## История
15 января 2015 года, на пресс-конференции «Вызовы современности: революции, незаконные акции; как защитить свою страну от развала», глава байкерского клуба «Ночные волки» Александр Залдостанов, член Совета Федерации Дмитрий Саблин и боец смешанных единоборств Юлия Березикова стали инициаторами создания российского движения «Антимайдан», целью которого ставится «противодействия незаконным попыткам свержения действующей власти на манер украинского Евромайдана». Движение имеет внепартийный статус и не подразумевает ни финансирования, ни фиксированного членства. Сопредседателями движения стали: писатель Николай Стариков, Александр Залдостанов, Дмитрий Саблин, и Юлия Березикова. В феврале 2016 года сопредседателем также избран Антон Демидов.
Первым официальным мероприятием движения стала акция 15 января на Манежной площади в Москве, где собрались представители несистемной оппозиции.
21 февраля 2015 года движение организовало митинг в память первой годовщины смены власти на Украине под лозунгом «В России Майдана не будет». В мероприятии участвовали движения «Офицеры России», «Боевое братство», казаки, представители молодежных движений, члены партии «Гражданская платформа». МВД оценило число собравшихся до 35 000 человек, организаторы заявляли о 50 000. СМИ сообщали о фактах сбора участников с помощью административного ресурса со стороны администрации президента РФ и за денежную выплату в 300 рублей, «Антимайдан» это опровергал. Презентация проекта состоялась в Москве на площадке «DI Telegraf». В мероприятии приняли участие доктор политических наук, директор Института стратегических исследований и прогнозов РУДН, профессор Георгий Филимонов, американский журналист и аналитик Эндрю Корыбко, преподаватель кафедры прикладного анализа и международных проблем МГИМО, эксперт в области брендинга и позиционирования Стихин Александр, а также сопредседатель движения «Антимайдан» Николай Стариков.
В июне 2015 года был запущен проект «Антимайдан-Аналитика», в рамках которого российские и иностранные эксперты будут заниматься исследованиями механизмов «цветных» революций.
С 2015 года с Антимайданом сотрудничали Национально-освободительное движение депутата от Единой России Евгения Фёдорова и Федерация независимых профсоюзов России.
На парламентских выборах 2016 года представители Антимайдана выступали как кандидаты Единой России. В Москве в Новомосковском одномандатном округе (сначала — на праймериз ЕР) победил сенатор Дмитрий Саблин, в Нижнетагильском одномандатном округе — заместитель руководителя тагильского отделения движения «В защиту человека труда» и член профсоюза Уралвагонзавода Алексей Балыбердин.

## Идеология
Основные идеологические принципы, в соответствии с которыми осуществляет свою деятельность организация, сформулированы в Манифесте движения «Антимайдан».
Целями движения назывались:
- Недопущение «цветных революций», хаоса и анархии[17][21][22],
- Защита конституционного порядка и закона, традиционных ценностей общества и будущего страны[21],
- Отслеживание действий участников протестных акций[1],
- Недопущение насильственного и силового свержения законно избранной власти[23].

## Деятельность
В июле 2015 года члены «Антимайдана» провели серию пикетов против участия в региональных выборах партий, представляющих несистемную оппозицию. Участники движения совершали провокации[прояснить] в отношении оппозиционных активистов и политиков.
Также участвовали в стычке с противниками установки в Москве памятника князю Владимиру. В 2015 году провели серию одиночных пикетов в Санкт-Петербурге, высказав протест в связи с запланированным приездом Мустафы Найема в культурную столицу. Спустя почти 2 часа после начала акции, появилось официальное заявление организаторов дискуссионного клуба «Диалоги», о том, что Мустафа Найем не будет принимать участие в запланированной дискуссии и не приедет в Россию.
Движение оказывало поддержку специальной образовательной программе «Сценарии будущего России», созданной институтом стратегических исследований и прогнозов РУДН. Под видом научно-просветительских лекций «по вопросам противодействия деструктивным политическим силам» представители института в ходе посещения более 40 московских и десяток региональных вузов оценивали «протестный потенциал» студентов и преподавателей. По итогам мероприятий составлялись справки для служебного пользования для представителей органов госвласти и специализированных структур.

## Структура движения
Официального лидера движения нет, непосредственное руководство осуществляют сопредседатели:
- Березикова Ю. А. — чемпионка мира по боям без правил.
- Демидов А. В.  — общественный деятель.
- Залдостанов А. С. — президент Всероссийского мотоклуба «Ночные волки».
- Саблин Д.В. — сенатор, заместитель председателя ВООВ «Боевое Братство».
- Стариков Н. В. — писатель, лидер политической партии «Великое Отчество».

### Активисты
- актёр театра и кино Михаил Пореченков
- актёр театра и кино Александр Цуркан
- актриса Дарья Юргенс
- актёр и писатель Андрей Негривода